# Danh sách đô thị tại Pontevedra
Đây là danh sách các đô thị ở tỉnh Pontevedra thuộc cộng đồng tự trị Galicia, Tây Ban Nha.

Bản đồ đô thị ở tỉnh Pontevedra

| Tên                  | Dân số (2005) |
| -------------------- | ------------- |
| Agolada              | 3.414         |
| Arbo                 | 3.973         |
| Baiona               | 11.521        |
| Barro                | 3.408         |
| Bueu                 | 12.528        |
| Caldas de Reis       | 9.673         |
| Cambados             | 13.581        |
| Campo Lameiro        | 2.166         |
| Cangas               | 24.849        |
| A Cañiza             | 6.747         |
| Catoira              | 3.502         |
| Cerdedo              | 2.333         |
| Cotobade             | 4.658         |
| Covelo               | 3.652         |
| Crecente             | 2.748         |
| Cuntis               | 5.340         |
| Dozón                | 1.980         |
| A Estrada            | 22.102        |
| Forcarei             | 4.576         |
| Fornelos de Montes   | 2.057         |
| Gondomar             | 12.685        |
| O Grove              | 11.218        |
| A Guarda             | 10.209        |
| A Illa de Arousa     | 4.884         |
| Lalín                | 20.732        |
| A Lama               | 3.026         |
| Marín                | 26.103        |
| Meaño                | 5.478         |
| Meis                 | 5.011         |
| Moaña                | 18.415        |
| Mondariz             | 5.343         |
| Mondariz-Balneario   | 719           |
| Moraña               | 4.313         |
| Mos                  | 13.996        |
| As Neves             | 4.377         |
| Nigrán               | 17.281        |
| Oia                  | 3.038         |
| Pazos de Borbén      | 3.160         |
| Poio                 | 14.889        |
| Ponte Caldelas       | 6.515         |
| Ponteareas           | 21.378        |
| Pontecesures         | 3.101         |
| Pontevedra           | 79.372        |
| Porriño              | 16.576        |
| Portas               | 3.171         |
| Redondela            | 29.863        |
| Ribadumia            | 4.317         |
| Rodeiro              | 3.385         |
| O Rosal              | 6.183         |
| Salceda de Caselas   | 7.176         |
| Salvaterra de Miño   | 8.375         |
| Sanxenxo             | 16.598        |
| Silleda              | 9.097         |
| Soutomaior           | 5.956         |
| Tomiño               | 11.932        |
| Tui                  | 16.680        |
| Valga                | 6.108         |
| Vigo                 | 293.725       |
| Vila de Cruces       | 6.720         |
| Vilaboa              | 5.947         |
| Vilagarcía de Arousa | 35.954        |
| Vilanova de Arousa   | 10.497        |